# Solenoidalno polje
Solenoidalno pólje ali tudi cevasto polje in brezizvirno polje je v vektorski analizi vektorsko polje z divergenco enako nič v vseh točkah polja. Takšno polje nima izvirov ali ponorov.
Če je {\displaystyle \mathbf {\vec {w}} (\mathbf {\vec {r}} )\!\,} gostota vrtincev solenoidalnega polja {\displaystyle {\vec {\mathbf {v} }}\!\,}, je:
{\displaystyle \nabla \cdot {\vec {\mathbf {v} }}=0\!\,,}
{\displaystyle \nabla \times {\vec {\mathbf {v} }}={\vec {\mathbf {w} }}({\vec {\mathbf {r} }})\!\,.}
Gostota vrtincev ne more biti poljubno vektorsko polje, ker mora zadoščati pogoju {\displaystyle \nabla \cdot {\vec {\mathbf {w} }}=0\!\,}. 
Če se vzame:
{\displaystyle \mathbf {\vec {v}} (\mathbf {\vec {r}} )=\nabla \times \mathbf {\vec {A}} (\mathbf {\vec {r}} )\!\,,}
{\displaystyle \nabla \cdot \mathbf {\vec {A}} =0\!\,,}
velja:
{\displaystyle \nabla \times \nabla \times \mathbf {\vec {A}} =\mathbf {\vec {w}} \!\,,}
in zaradi:
({\displaystyle \nabla \times \nabla \times \mathbf {\vec {v}} =\nabla (\nabla \cdot \mathbf {\vec {v}} )-\nabla ^{2}\mathbf {\vec {v}} )\!\,,}
{\displaystyle \nabla \nabla \cdot \mathbf {\vec {A}} -\nabla ^{2}\mathbf {\vec {A}} =\mathbf {\vec {w}} \!\,,}
in zato:
{\displaystyle \nabla ^{2}\mathbf {\vec {A}} =-\mathbf {\vec {w}} \!\,.}
Vekotorsko polje {\displaystyle \mathbf {\vec {A}} (\mathbf {\vec {r}} )} formalno zadosti Poissonovi diferencialni enačbi, podobno kot potencial nevrtinčastega polja, zato se imenuje vektorski potencial vektorskega polja. Zveza med poljem, vektorskim potencialom in gostoto vrtincev je:
{\displaystyle \mathbf {\vec {v}} =\nabla \times \mathbf {\vec {A}} \!\,}
in:
{\displaystyle \mathbf {\vec {A}} ={\frac {1}{4\pi }}\iiint {\frac {\mathbf {\vec {w}} (\mathbf {\vec {r}} ^{*})}{|\mathbf {\vec {r}} -\mathbf {\vec {r}} ^{*}|}}\,\mathrm {d} v(\mathbf {\vec {r}} ^{*})\!\,,}
kjer integriranje poteka po celotnem prostoru.
Divergenčni izrek da enakovredno integralsko definicijo solenoidalnega polja: za poljubno sklenjeno ploskev mora skupni pretok skozi njo biti enak nič:
{\displaystyle \oiint \mathbf {\vec {v}} \cdot \,\mathrm {d} \mathbf {\vec {S}} =0\!\,}
kjer je {\displaystyle \mathrm {d} \mathbf {\vec {S}} \!\,} navzven usmerjena normala na vsak ploskovni element.

## Etimologija
Beseda solenoidalen izvira iz grške besede za solenoid – σωληνοειδές (sōlēnoeidēs), kar pomeni cevast, v obliki cevi, kot v cevi, ki vsebuje besedo σωλην (sōlēn) – cev. V tem kontekstu to pomeni fiksiranje prostornine za model tekoče kapljevine, odsotnost virov in ponorov (kot pri pretoku v cevi, kjer se nova kapljevina niti ne pojavi niti ne izgine).

## Zgledi
- gostota magnetnega polja {\displaystyle \mathbf {\vec {B}} \!\,} (glej Gaussov zakon za magnetno polje),
- hitrostno polje toka nestisljive tekočine, sledi iz kontinuitetne enačbe pri {\displaystyle \partial \rho /\partial t=0\!\,},
- vrtinčno polje,
- jakost električnega polja {\displaystyle \mathbf {\vec {E}} \!\,} v nevtralnih območjih, kjer ni virov (električnih nabojev, {\displaystyle \rho _{e}=0\!\,}). Da je {\displaystyle \mathbf {\vec {E}} \!\,} solenoidalno polje, je potrebna odsotnost (ali medsebojna kompenzacija) prostih in vezanih električnih nabojev. Da je gostota električnega polja {\displaystyle \mathbf {\vec {D}} \!\,} solenoidalno polje, pa zadostuje odsotnost samo prostih električnih nabojev.
- gostota električnega toka {\displaystyle \mathbf {\vec {j}} \!\,}, kje se gostota naboja ne spreminja {\displaystyle \partial \rho _{e}/\partial t=0\!\,}, kar izhaja iz kontinuitetne enačbe,
- magnetni vektorski potencial {\displaystyle \mathbf {\vec {A}} \!\,} v Coulombovi umeritvi.